# Stromatostysanus caprifoliorum
Stromatostysanus caprifoliorum är en svampart som först beskrevs av Jean Baptiste Desmazières, och fick sitt nu gällande namn av Franz Xaver von Höhnel 1929. Stromatostysanus caprifoliorum ingår i släktet Stromatostysanus, divisionen sporsäcksvampar och riket svampar.   Inga underarter finns listade i Catalogue of Life.